# Wi Seo-yeong
Wi Seo-yeong, kor. 위서영 Wi Seo-yeong (ur. 15 marca 2005 w Seulu) – południowokoreańska łyżwiarka figurowa, startująca w konkurencji solistek. Uczestniczka mistrzostw świata juniorów i zawodów z cyklu Grand Prix, mistrzyni Korei Południowej juniorów (2018).

## Osiągnięcia
| Zawody                                | 17–18          | 18–19          | 19–20          | 20–21          | 21–22          | 22–23          | 23–24          |                |                |                |                |                |                |                |                |                |                |                |
| Międzynarodowe                        | Międzynarodowe | Międzynarodowe | Międzynarodowe | Międzynarodowe | Międzynarodowe | Międzynarodowe | Międzynarodowe | Międzynarodowe | Międzynarodowe | Międzynarodowe | Międzynarodowe | Międzynarodowe | Międzynarodowe | Międzynarodowe | Międzynarodowe | Międzynarodowe | Międzynarodowe | Międzynarodowe |
| ------------------------------------- | -------------- | -------------- | -------------- | -------------- | -------------- | -------------- | -------------- | -------------- | -------------- | -------------- | -------------- | -------------- | -------------- | -------------- | -------------- | -------------- | -------------- | -------------- |
| Mistrzostwa czterech kontynentów      |                |                |                |                |                |                | 5              |                |                |                |                |                |                |                |                |                |                |                |
| GP NHK Trophy                         |                |                |                |                | 9              | 8              | 10             |                |                |                |                |                |                |                |                |                |                |                |
| GP Skate America                      |                |                |                |                |                |                | 12             |                |                |                |                |                |                |                |                |                |                |                |
| CS Asian Open Trophy                  |                |                |                |                | WD             |                |                |                |                |                |                |                |                |                |                |                |                |                |
| CS Finlandia Trophy                   |                |                |                |                |                |                | 13             |                |                |                |                |                |                |                |                |                |                |                |
| CS Nebelhorn Trophy                   |                |                |                |                |                | 2              |                |                |                |                |                |                |                |                |                |                |                |                |
| Międzynarodowe: Kategorie młodzieżowe |                |                |                |                |                |                |                |                |                |                |                |                |                |                |                |                |                |                |
| Mistrzostwa świata juniorów           |                |                | 6              |                | 5              |                |                |                |                |                |                |                |                |                |                |                |                |                |
| JGP w Armenii                         |                | 4              |                |                |                |                |                |                |                |                |                |                |                |                |                |                |                |                |
| JGP we Francji                        |                |                | 2              |                |                |                |                |                |                |                |                |                |                |                |                |                |                |                |
| JGP w Czechach                        |                | 4              |                |                |                |                |                |                |                |                |                |                |                |                |                |                |                |                |
| JGP w Polsce                          |                |                | 4              |                |                |                |                |                |                |                |                |                |                |                |                |                |                |                |
| Asian Open Trophy                     |                | 3 J            | 1 J            |                |                |                |                |                |                |                |                |                |                |                |                |                |                |                |
| Krajowe                               |                |                |                |                |                |                |                |                |                |                |                |                |                |                |                |                |                |                |
| Mistrzostwa Korei Południowej         | 1 J            | 6              | 4              | 5              | 5              |                |                |                |                |                |                |                |                |                |                |                |                |                |